# Feldwagen 43 (Hf. 6)
Der Feldwagen 43 (Hf. 6) oder Ersatzfeldwagen 43 (Ef. 43) war ein zwei- oder vierspännig gefahrenes Pferdefuhrwerk, welches 1944 in die Bestände der Wehrmacht aufgenommen wurde und bis zum Ende des Zweiten Weltkriegs zum Einsatz kam.

## Entwicklung
Mit dem Ersatzfeldwagen 40 hatte die Wehrmacht bereits einen guten Feldwagen im Bestand. Jedoch wollte man das Leergewicht weiter verringern und ein Fahrzeug mit einer stabileren Bauweise haben. Auch sollte die Tragfähigkeit eines neuen Feldwagen erhöht werden, um schwere Lasten transportieren zu können. Am 7. August 1944 wurde offiziell die Einführung des Feldwagen 43 bekannt gegeben, welcher all diese Verbesserungen in sich vereinte. Bereits vier Monate später wurde die Bezeichnung in Feldwagen 43 (Hf. 6) geändert, gemäß dem Befehl des Oberkommando des Heeres vom 11. November 1944.

## Technische Daten
Der Feldwagen 43 (Hf. 6) war ein Langbaumfahrzeug mit einer Spannnagellenkung und bestand aus drei Hauptteilen. Das waren das Vorder- und Hinterwagengestell und der Wagenkasten. Das Vorderwagengestell bestand aus einer beweglichen Achse mit Holzspeichenrädern und Holznaben, der Deichsel, der festen Hinterbracke mit Zughaken und Ortscheiten. Die Zughaken waren über Stahlbänder mit der Vorderachse verbunden. Das Vorder- und Hinterwagengestell waren durch einen Langbaum verbunden. Das Hinterwagengestell besaß die gleichen Holzspeichenräder mit Holznaben, allerdings auf einer starren Achse. Der Bocksitz war sehr spartanisch und war lediglich ein einfacher Schemel.
Beide Gestelle trugen den großen Wagenkasten. Dieser hatte vier Rungen, welche durch schräge Seitenwände verstärkt wurden. Die hintere Wagenwand konnte herausgenommen werden, um eine Beladung zu vereinfachen. Unter dem Schemel für den Fahrer konnten Zubehör und kleinere Mengen an Vorratsmaterial mitgeführt werden. Jeder fünfte Wagen erhielt eine Sonderausstattung mit einer Plane und vier Spriegeln, einer Ersatzdeichsel und einem Ersatzrad. Die Deichsel wurde auf der rechten Fahrzeugseite festgezurrt, während das Ersatzrad hinten befestigt wurde.

## Produktion
Der Feldwagen 43 (Hf. 6) hatte einen Herstellungspreis von 1018,20 Reichsmark. Hauptsächlich bestand der Wagen aus Stahl, Eisen, Holz und imprägnierten Stoff.
| Firma                                                                                              | Ort     |
| -------------------------------------------------------------------------------------------------- | ------- |
| Landeslieferungsgenossenschaft der Stellmacher, Karosseriebauer und Schmiede in der Nordmark eGmbH | Hamburg |
| Landeslieferungsgenossenschaft für das sächsische Tischlerhandwerk eGmbH                           | Dresden |
| Maschinen- und Gerätefabrik C. A. Klinger AG                                                       | Stolpen |
| Maschinenfabrik Gebrüder Eberhardt                                                                 | Ulm     |
| Wagenbau Wilhelm Schwarzmüller                                                                     | Passau  |
| Wumag-Waggon- und Maschinenbau AG                                                                  | Görlitz |

## Einsatz
In den letzten Monaten des Krieges wurde der Feldwagen 43 (Hf. 6) überall dort eingesetzt, wo Fahrzeuge benötigt wurden. Er sollte die in der Truppe vorhandenen leichten Feldwagen (Hf. 1) samt Abarten, die schweren Feldwagen (Hf. 2) und dem Ersatzfeldwagen 40 ersetzen.

## Lackierung
Die Lackierung der Fahrzeuge belief auf dunkelgelb (RAL 7028) und auf graubraun oder gelbbraun für die Plane.

## Ausstellungen
Ein Feldwagen 43 (Hf. 6) ist im Kriegsmuseum Overloon in Overloon ausgestellt.